# Coaseguro
El término coaseguro o coseguro puede referirse a dos conceptos distintos, ambos relacionados con los seguros y con el reparto del riesgo entre varias partes.

## Varios seguros coexistentes
El coaseguro, por esta definición, es un contrato de seguros suscrito de una parte por el asegurado y de otra parte, por varios aseguradores que asumen con entera independencia, los unos de otros, la obligación de responder separadamente de la parte del riesgo que les corresponda. En definitiva se trata de un reparto del riesgo y primas de seguros entre compañías de seguros y estas a su vez lo pueden ceder a través de sus contratos automáticos o programas especiales de reaseguro. No hay que confundir coaseguro con reaseguro o deducible, aunque de alguna manera a nivel interno sí se interrelacionan, ya que parte de la cobertura que da una aseguradora en coaseguro puede estar reasegurada a su vez.
Es factible que un asegurador no pueda responder financieramente de la totalidad de un riesgo por no traspasar sus plenos y es cuando aparece la figura del coaseguro, en virtud del cual son varios los aseguradores que intervienen independientemente en el seguro.
Así,
- existen varios aseguradores;
- la distribución de las empresas aseguradoras las hace el asegurado, el broker de seguros o las propias compañías en función de la capacidad que tienen de asumir un riesgo en concreto;
- la pérdida es a cargo de varios aseguradores (individualmente);
- existe una relación directa entre el asegurado (cliente) y los aseguradores.

## Pago de una parte de un siniestro por parte del asegurado
Además de la definición anterior, en algunos países como México, la palabra coaseguro es una figura del Derecho de los Seguros aplicable a los contratos de gastos médicos mayores.
Se define como el porcentaje que corresponde pagar al asegurado de la pérdida ocasionada por el siniestro, regularmente es del 10 %. La aplicación de la figura del coaseguro busca que el asegurado utilice hospitales y médicos cuyo cobro de honorarios sea el adecuado para recuperar la salud y evitar los gastos en exceso.
Generalmente el importe del coaseguro puede ser pactado con la aseguradora bajo la siguiente regla: a mayor importe de la prima menor es el importe del coseguro y viceversa. Usualmente el hospital cobra el coaseguro en el momento de la salida del paciente y acredita el pago al adeudo de la aseguradora. El coaseguro y el deducible pueden aplicarse en un siniestro de gastos médicos mayores. Algunas aseguradoras ofrecen pólizas con tope en el coaseguro a un monto determinado ―generalmente a $30 000 MXP―, lo cual permite al asegurado conocer con certeza cuanto pagará de deducible y hasta cuanto por coaseguro.
Para las pólizas a todo riesgo que amparan activos de las empresas, o bienes en general, el coaseguro no es más que la relación que guarda el valor asegurado y el valor íntegro del interés asegurable. Por ejemplo: aseguramos un edificio en un millón de dólares pero hacerlo de nuevo (al momento del siniestro) cuesta 4 millones, por lo que solamente hemos asegurado un 25 % del mismo y tenemos un coaseguro del 75 %. Esto implica que solamente tenemos derecho de recibir de la aseguradora un 25 % de nuestras pérdidas parciales o la suma asegurada en caso de una pérdida total.
El concepto de coseguro, en esta definición, contrasta con el de copago en que el coseguro es un porcentaje del coste y el copago es un coste fijo.